# 奥さんお買い得です
秋田テレビで昭和50年3月にスタートした15分枠の月〜金の帯番組であった。
同番組は県内で急成長していたスーパーストアを中心に、新聞のチラシ的情報をテレビで見せようという主旨でスタートし、内容を変えつつも看板番組として続いていた。
　しかし大店法による中央資本の進出やライフスタイルの変容等もあって視聴率的に苦戦を続けており、マンネリとの指摘もあった。このため思い切って同番組を打ち切り、枠を更に15分増やしてリニューアルし30分の新ベルト情報番組としてスタートさせ「悠遊奥様倶楽部」のタイトルで、1992年10月11:00から始まった。
そして2014年9月5日より『SUPE jumpin'』のワンコーナーとして「奥さんお買い得ですリターンズ」として復活した。

## 番組内容
- スーパーマーケットのタイムセールのお知らせ
- 生コマーシャル

ほか

## 司会者
- 塩田耕一
- 石塚真人
- 渡辺由美子
- 高橋紀子 - ⇒元シグマセブン所属のフリーアナウンサー
- 豊島やよい
- 保坂るみ子

ほか